# Отрадновка
Отрадновка — река в Свердловской области России. Течёт по территории восточной части Верхотурского городского округа. Начинается около северо-восточной окраины болота Шайтан. Устье реки находится на высоте 70 м над уровнем моря, в 700 км по правому берегу реки Тура. Вблизи устья находится село Отрадново. Длина реки составляет 17 км. Приток — Поперечная.

## Данные водного реестра
По данным государственного водного реестра России относится к Иртышскому бассейновому округу, водохозяйственный участок реки — Тура от истока до впадения реки Тагил, речной подбассейн реки — Тобол. Речной бассейн реки — Иртыш.
Код объекта в государственном водном реестре — 14010501212111200005005.